# 细胞外基质
在生物学，细胞外基质（extracellular matrix，ECM）簡稱 胞外基質、基质，又称细胞间基质（intercellular matrix），是存在于组织中，由细胞合成并分泌至胞外的成分，属胞外微环境，而不属于任何细胞。胞外基质主要包括：纤维成分、连接蛋白、填充分子等。
细胞外基质的特性常决定组织的特性，其可调节细胞的发育和细胞生理活动，对细胞形态及功能维持起重要作用。

## 组成成分
- 纤维：动物纤维属纤维结构蛋白，有胶原蛋白（collagen）、弹性蛋白（elastin）、层粘连蛋白（laminin）和纤连蛋白（fibronectin）。其中胶原蛋白为最重要的成分。这些蛋白为巨长的大分子，形成坚韧的三股螺旋结构纤维。植物纤维则有纤维素、木质素。
- 多糖：透明质酸（hyaluronan，糖胺聚糖的一种）
- 蛋白聚糖：含有糖胺聚糖的硫酸软骨素；含有硫酸乙酰肝素的糖蛋白。

此外细胞外基质还吸收了多种细胞生长因子和蛋白酶。当生理条件变化时，激活蛋白酶而释放这些细胞因子，而无需从头合成这些因子，从而迅速激活细胞功能。

## 功能
鉴于细胞外基质的多样性，细胞外基质具有多方面的功能。例如，为细胞提供支持和固定、为组织间提供分离方法、调节细胞间的沟通以及调节细胞的动态行为。

## 细胞黏附
许多细胞与细胞外基质的成分结合。这种细胞与细胞外基质的黏附受特定的细胞表面细胞黏附分子如整合素（integrin）的调节。整合素可以传导机械刺激从细胞外基质到细胞骨架。

## 疾病
细胞外基质在肿瘤、纤维化、伤口愈合、炎症反應等疾病中起作用。

## 延伸閱讀
- [ ANAT3231 Lecture 08 Extracellular Matrix] - Lecture about extracellular matrix from UNSW Cell Biology website.
- Extracellular matrix: review of its roles in acute and chronic wounds （页面存档备份，存于）
- Usage of Extracellular Matrix from pigs to regrow human extremities （页面存档备份，存于）
- "The Extracellular Matrix of Animals", from Chapter 19 of The Molecular Biology of the Cell, 4th edition, Alberts et al. （页面存档备份，存于）
- Biology, John W. Kimball. An online Biology textbook.
- （页面存档备份，存于）, The man who grew a finger, By Matthew Price, BBC news
- Sound Medicine - Heart Tissue Regeneration - July 19 interview discussing ECM and its uses in cardiac tissue repair (requires MP3 playback) [broken link].
- Growing Body Parts （页面存档备份，存于） - A December 2009 report by 60 Minutes